# Polispermia
Polispermia – zjawisko wnikania do komórki jajowej więcej niż jednego plemnika. Występuje powszechnie u ptaków i gadów (polispermia naturalna), ostatecznie jednak i u nich tylko jedno przedjądrze męskie łączy się z żeńskim, dzięki czemu zostaje odtworzony organizm diploidalny. Zazwyczaj zjawisko polispermi jest letalne (polispermia patologiczna). Doświadczalnie do polispermii można zmusić jaja jeżowców (polispermia sztuczna), ale jaja zapłodnione przez kilka plemników nie mogą się dzielić lub robią to nienormalnie i ostatecznie zarodek obumiera. Zazwyczaj komórki jajowe posiadają bariery uniemożliwiające polispermię, po wniknięciu jednego przedjądrza męskiego komórka jajowa wytwarza chemiczną barierę dla innych plemników. 
Przykładowo błona jaja jeżowca w ułamek sekundy po zapłodnieniu traci zdolność do fuzji z następnym plemnikiem. Otwierają się kanały jonowe dla sodu i zanika różnica potencjałów między wewnętrzną i zewnętrzną powierzchnią błony, co uniemożliwia złączenie z błoną następnego plemnika. W wytworzeniu blokady uczestniczą też ziarna korowe zlokalizowane pod błoną oraz cysterny siateczki śródplazmatycznej z jonami wapnia. Osłonka żółtkowa zostaje zmodyfikowana i przekształca się w błonę zapłodnienia. Ostatecznie wokół błony zostaje wytworzona warstwa hyalinowa.
Jak było wspomniane ptaki i gady nie mają barier przeciwko wnikaniu przedjądrzy męskich do jaja, wszystkie jednak zostają zniszczone zaraz po połączeniu się jednego z nich z przedjądrzem żeńskim.
U ssaków polispermia jest ograniczona m.in. poprzez utrudnienie plemnikom dotarcie do komórki jajowej (pH). Tylko dziesiątki lub setki spośród milionów plemników docierają do jaja. Później (po połączeniu się jednego przedjądrza męskiego z żeńskim) tu także działa chemiczna bariera uniemożliwiająca wnikanie przedjądrzy męskich do jaja.